# Liste des familles d'acariens

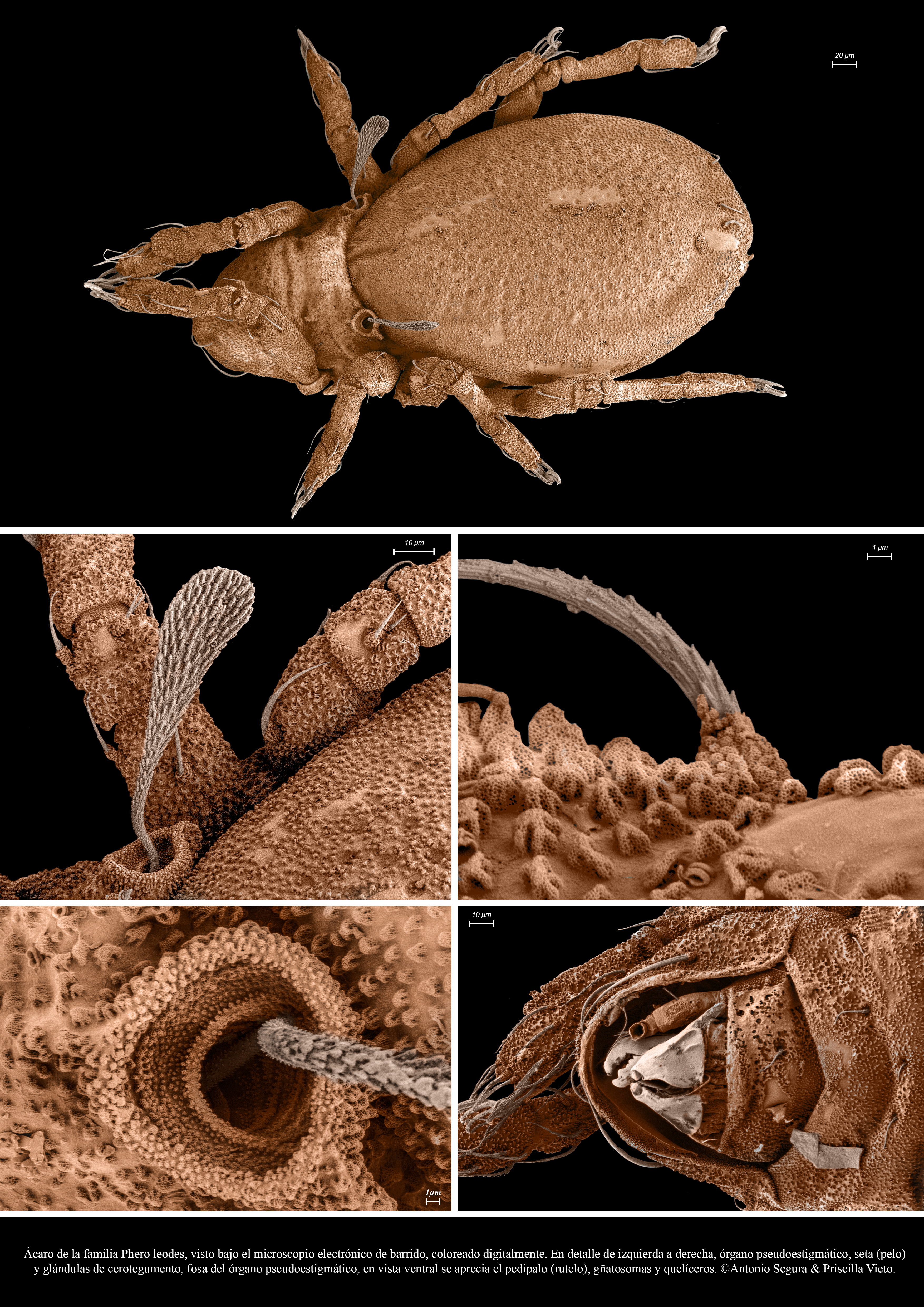
Photo d'un acarien de la famille des Pheroliodidae.

La liste des familles d'acariens comprend 521 familles réparties dans 134 super-familles, 18 infra-ordres, 8 sous-ordres, 6 ordres et 3 super-ordres, traditionnellement regroupés dans la sous-classe des Acari (ou Acarina). La liste est construite à partir des données du Catalogue of Life (15 juillet 2022) :
super-ordre des Acariformes
- ordre des Sarcoptiformes
  - sous-ordre des Astigmata
    -       -         - super-famille des Acaroidea
          - Acaridae
          - Gaudiellidae
          - Glycacaridae
          - Lardoglyphidae
          - Scatoglyphidae
          - Suidasiidae

        - super-famille des Analgoidea
          - Alloptidae
          - Analgidae
          - Apionacaridae
          - Avenzoariidae
          - Cytoditidae
          - Dermationidae
          - Dermoglyphidae
          - Epidermoptidae
          - Gaudoglyphidae
          - Laminosioptidae
          - Proctophyllodidae
          - Psoroptoididae
          - Pteronyssidae
          - Ptyssalgidae
          - Pyroglyphidae
          - Thysanocercidae
          - Trouessartiidae
          - Turbinoptidae
          - Xolalgidae

        - super-famille des Canestrinioidea
          - Canestriniidae

        - super-famille des Glycyphagoidea
          - Aeroglyphidae
          - Chortoglyphidae
          - Echimyopodidae
          - Euglycyphagidae
          - Glycyphagidae
          - Pedetopodidae
          - Rosensteiniidae

        - super-famille des Hemisarcoptoidea
          - Algophagidae
          - Carpoglyphidae
          - Chaetodactylidae
          - Hemisarcoptidae
          - Hyadesiidae
          - Meliponocoptidae
          - Winterschmidtiidae

        - super-famille des Histiostomatoidea
          - Guanolichidae
          - Histiostomatidae

        - super-famille des Hypoderatoidea
          - Hypoderatidae

        - super-famille des Pterolichoidea
          - Ascouracaridae
          - Caudiferidae
          - Cheylabididae
          - Crypturoptidae
          - Eustathiidae
          - Falculiferidae
          - Freyanidae
          - Gabuciniidae
          - Kiwilichidae
          - Kramerellidae
          - Ochrolichidae
          - Oconnoriidae
          - Pterolichidae
          - Ptiloxenidae
          - Rectijanuidae
          - Syringobiidae
          - Thoracosathesidae
          - Vexillariidae

        - super-famille des Sarcoptoidea
          - Atopomelidae
          - Chirodiscidae
          - Chirorhynchobiidae
          - Gastronyssidae
          - Lemurnyssidae
          - Listrophoridae
          - Listropsoralgidae Fain, 1965
          - Lobalgidae
          - Myocoptidae
          - Pneumocoptidae
          - Psoroptidae
          - Rhyncoptidae
          - Sarcoptidae

        - super-famille des Schizoglyphoidea
          - Schizoglyphidae

        - super-famille incertae sedis
          - Chetochelacaridae
          - Heterocoptidae
          - Lemanniellidae

  - sous-ordre des Endeostigmata Reuter, 1909
    - infra-ordre des Alicorhagiida Oconnor, 1984
      -         - super-famille des Alicorhagioidea Grandjean, 1939
          - Alicorhagiidae Grandjean, 1939

    - infra-ordre des Bimichaeliida Oconnor, 1984
      -         - super-famille des Alycoidea G. Canestrini & Fanzago, 1877
          - Alycidae G. Canestrini & Fanzago, 1877
          - Nanorchestidae Grandjean, 1937
          - Proterorhagiidae Lindquist & Palacios-Vargas, 1991

    - infra-ordre des Nematalycina Lindquist, Krantz & Walter, 2009
      -         - super-famille des Nematalycoidea Strenzke, 1954
          - Micropsammidae Coineau & Théron, 1983
          - Nematalycidae Strenzke, 1954
          - Proteonematalycidae Kethley, 1989

    - infra-ordre des Terpnacarida Oconnor, 1984
      -         - super-famille des Oehserchestoidea Kethley, 1977
          - Grandjeanicidae Kethley, 1977
          - Oehserchestidae Kethley, 1977

        - super-famille des Terpnacaroidea Grandjean, 1939
          - Terpnacaridae Grandjean, 1939

  - sous-ordre des Oribatida Dugès, 1834
    - infra-ordre des Brachypylina Hull, 1918
      - section Poronoticae Grandjean, 1954
        - super-famille des Achipterioidea Thor, 1929
          - Achipteriidae Thor, 1929
          - Epactozetidae Grandjean, 1930
          - Tegoribatidae Grandjean, 1954

        - super-famille des Ceratozetoidea Jacot, 1925
          - Ceratozetidae Jacot, 1925
          - Chamobatidae Thor, 1937
          - Humerobatidae Grandjean, 1971
          - Limnozetidae Thor, 1937
          - Maudheimiidae Balogh & P. Balogh, 1984
          - Punctoribatidae Thor, 1937

        - super-famille des Galumnoidea Jacot, 1925
          - Galumnellidae Balogh, 1960
          - Galumnidae Jacot, 1925

        - super-famille des Licneremaeoidea Grandjean, 1954
          - Dendroeremaeidae Behan-Pelletier, Eamer & Clayton, 2005
          - Lamellareidae Balogh, 1972
          - Licneremaeidae Grandjean, 1954
          - Micreremidae Grandjean, 1954
          - Passalozetidae Grandjean, 1954
          - Scutoverticidae Grandjean, 1954

        - super-famille des Microzetoidea Grandjean, 1936
          - Microzetidae Grandjean, 1936

        - super-famille des Oribatelloidea Jacot, 1925
          - Ceratokalummidae Balogh, 1970
          - Oribatellidae Jacot, 1925

        - super-famille des Oripodoidea Jacot, 1925
          - Caloppiidae Balogh, 1960
          - Drymobatidae Balogh & P. Balogh, 1984
          - Haplozetidae Grandjean, 1936
          - Hemileiidae Balogh & P. Balogh, 1984
          - Liebstadiidae Balogh & P. Balogh, 1984
          - Mochlozetidae Grandjean, 1960
          - Nesozetidae Balogh & P. Balogh, 1984
          - Oribatulidae Thor, 1929
          - Oripodidae Jacot, 1925
          - Parakalummidae Grandjean, 1936
          - Protoribatidae Balogh & P. Balogh, 1984
          - Pseudoppiidae Mahunka, 1975
          - Scheloribatidae Grandjean, 1933
          - Symbioribatidae Aoki, 1966
          - Tubulozetidae P. Balogh, 1989

        - super-famille des Phenopelopoidea Petrunkevitch, 1955
          - Phenopelopidae Petrunkevitch, 1955

        - super-famille des Unduloribatoidea Kunst, 1971
          - Eremaeozetidae Piffl, 1972
          - Unduloribatidae Kunst, 1971

        - super-famille des Zetomotrichoidea Grandjean, 1934
          - Zetomotrichidae Grandjean, 1934

      - section Pycnonoticae Grandjean, 1954
        - super-famille des Amerobelboidea Grandjean, 1954
          - Ameridae Bulanova-Zachvatkina, 1957
          - Amerobelbidae Grandjean, 1954
          - Basilobelbidae Balogh, 1961
          - Ctenobelbidae Grandjean, 1965
          - Damaeolidae Grandjean, 1965
          - Eremobelbidae Balogh, 1961
          - Eremulidae Grandjean, 1965
          - Heterobelbidae Balogh, 1961
          - Oxyameridae Aoki, 1965
          - Platyameridae Balogh & P. Balogh, 1983
          - Spinozetidae Balogh, 1972
          - Staurobatidae Grandjean, 1966

        - super-famille des Ameronothroidea Vitzthum, 1943
          - Ameronothridae Vitzthum, 1943
          - Fortuyniidae Hammen, 1963
          - Selenoribatidae Schuster, 1963

        - super-famille des Carabodoidea Koch, 1843
          - Carabodidae Koch, 1843
          - Nippobodidae Aoki, 1959

        - super-famille des Cepheusoidea Berlese, 1896
          - Cepheusidae Berlese, 1896
          - Cerocepheidae Mahunka, 1986
          - Eutegaeidae Balogh, 1965
          - Nodocepheidae Piffl, 1972
          - Salvidae Özdikmen, 2008
          - Tumerozetidae Hammer, 1966

        - super-famille des Charassobatoidea Grandjean, 1958
          - Charassobatidae Grandjean, 1958
          - Microtegeidae Balogh, 1972
          - Nosybeidae Mahunka, 1993

        - super-famille des Cymbaeremaeoidea Sellnick, 1928
          - Adhaesozetidae Hammer, 1973
          - Ametroproctidae Subías, 2004
          - Cymbaeremaeidae Sellnick, 1928
          - Eremellidae Balogh, 1961

        - super-famille des Damaeoidea Berlese, 1896
          - Damaeidae Berlese, 1896
          - Hungarobelbidae Miko & Travé, 1996

        - super-famille des Eremaeoidea Oudemans, 1900
          - Aribatidae Aoki, Takaku & Ito, 1994
          - Caleremaeidae Grandjean, 1965
          - Eremaeidae Oudemans, 1900
          - Kodiakellidae Hammer, 1967
          - Oribellidae Kunst, 1971

        - super-famille des Gustavioidea Oudemans, 1900
          - Anderemaeidae Balogh, 1972
          - Astegistidae Balogh, 1961
          - Ceratoppiidae Grandjean, 1954
          - Gustaviidae Oudemans, 1900
          - Liacaridae Sellnick, 1928
          - Multoribulidae Balogh, 1972
          - Peloppiidae Balogh, 1943
          - Tenuialidae Jacot, 1929
          - Xenillidae Woolley & Higgins, 1966

        - super-famille des Gymnodamaeoidea Grandjean, 1954
          - Aleurodamaeidae Paschoal & Johnston, 1985
          - Gymnodamaeidae Grandjean, 1954

        - super-famille des Hermannielloidea Grandjean, 1934
          - Hermanniellidae Grandjean, 1934
          - Plasmobatidae Grandjean, 1961

        - super-famille des Hermannioidea Sellnick, 1928
          - Hermanniidae Sellnick, 1928

        - super-famille des Hydrozetoidea Grandjean, 1954
          - Hydrozetidae Grandjean, 1954

        - super-famille des Nanhermannioidea Sellnick, 1928
          - Nanhermanniidae Sellnick, 1928

        - super-famille des Neoliodoidea Sellnick, 1928
          - Neoliodidae Sellnick, 1928

        - super-famille des Niphocepheoidea Travé, 1959
          - Niphocepheidae Travé, 1959

        - super-famille des Oppioidea Sellnick, 1937
          - Arceremaeidae Balogh, 1972
          - Autognetidae Grandjean, 1960
          - Decoroppiidae Mahunka, 2009
          - Epimerellidae Ayyildiz & Luxton, 1989
          - Granuloppiidae Balogh, 1983
          - Lyroppiidae Balogh, 1983
          - Machadobelbidae Balogh, 1972
          - Machuellidae Balogh, 1983
          - Oppiidae Sellnick, 1937
          - Papillonotidae Balogh, 1983
          - Quadroppiidae Balogh, 1983
          - Rioppiidae Balogh & Mahunka, 1977
          - Sternoppiidae Balogh & Mahunka, 1969
          - Teratoppiidae Balogh, 1983
          - Thyrisomidae Grandjean, 1954
          - Tuparezetidae Balogh, 1972

        - super-famille des Otocepheoidea Balogh, 1961
          - Dampfiellidae Balogh, 1961
          - Otocepheidae Balogh, 1961
          - Tetracondylidae Aoki, 1961
          - Tokunocepheidae Aoki, 1966

        - super-famille des Plateremaeoidea Trägårdh, 1926
          - Licnobelbidae Grandjean, 1965
          - Licnodamaeidae Grandjean, 1954
          - Pheroliodidae Paschoal, 1987
          - Plateremaeidae Trägårdh, 1926

        - super-famille des Polypterozetoidea Grandjean, 1959
          - Podopterotegaeidae Piffl, 1972
          - Polypterozetidae Grandjean, 1959

        - super-famille des Tectocepheoidea Grandjean, 1954
          - Tectocepheidae Grandjean, 1954
          - Tegeocranellidae P. Balogh, 1987

        - super-famille des Trizetoidea Ewing, 1917
          - Cuneoppiidae Balogh, 1983
          - Rhynchoribatidae Balogh, 1961
          - Suctobelbidae Jacot, 1938
          - Trizetidae Ewing, 1917

        - super-famille des Zetorchestoidea Michael, 1898
          - Zetorchestidae Michael, 1898

    - infra-ordre des Enarthronota Grandjean, 1947
      -         - super-famille des Atopochthonioidea Grandjean, 1949
          - Atopochthoniidae Grandjean, 1949

        - super-famille des Brachychthonioidea Thor, 1934
          - Brachychthoniidae Thor, 1934

        - super-famille des Cosmochthonioidea Grandjean, 1947
          - Cosmochthoniidae Grandjean, 1947
          - Haplochthoniidae Hammen, 1959
          - Pediculochelidae Lavoipierre, 1946
          - Sphaerochthoniidae Grandjean, 1947

        - super-famille des Heterochthonioidea Grandjean, 1954
          - Arborichthoniidae Balogh & P. Balogh, 1992
          - Heterochthoniidae Grandjean, 1954
          - Nanohystricidae Norton & Fuangarworn, 2015
          - Trichthoniidae Lee, 1982

        - super-famille des Hypochthonioidea Berlese, 1910
          - Eniochthoniidae Grandjean, 1947
          - Hypochthoniidae Berlese, 1910
          - Psammochthoniidae Fuangarworn & Norton, 2013

        - super-famille des Lohmannioidea Berlese, 1916
          - Lohmanniidae Berlese, 1916

        - super-famille des Mesoplophoroidea Ewing, 1917
          - Mesoplophoridae Ewing, 1917

        - super-famille des Protoplophoroidea Ewing, 1917
          - Protoplophoridae Ewing, 1917

    - infra-ordre des Holosomata Grandjean, 1969
      -         - super-famille des Crotonioidea Thorell, 1876
          - Crotoniidae Thorell, 1876
          - Malaconothridae Berlese, 1916
          - Nothridae Berlese, 1896
          - Trhypochthoniidae Willmann, 1931

    - infra-ordre des Mixonomata Grandjean, 1969
      - section Dichosomata Balogh & Mahunka, 1979
        - super-famille des Epilohmannioidea Oudemans, 1923
          - Epilohmanniidae Oudemans, 1923

        - super-famille des Eulohmannioidea Grandjean, 1931
          - Eulohmanniidae Grandjean, 1931

        - super-famille des Nehypochthonioidea Norton & Metz, 1980
          - Nehypochthoniidae Norton & Metz, 1980

        - super-famille des Perlohmannioidea Grandjean, 1954
          - Collohmanniidae Grandjean, 1958
          - Perlohmanniidae Grandjean, 1954

      - section Euptyctima Grandjean, 1967
        - super-famille des Euphthiracaroidea Jacot, 1930
          - Euphthiracaridae Jacot, 1930
          - Oribotritiidae Balogh, 1943
          - Synichotritiidae Walker, 1965

        - super-famille des Phthiracaroidea Perty, 1841
          - Phthiracaridae Perty, 1841

    - infra-ordre des Palaeosomata Grandjean, 1969
      -         - super-famille des Acaronychoidea Grandjean, 1932
          - Acaronychidae Grandjean, 1932

        - super-famille des Palaeacaroidea Grandjean, 1932
          - Adelphacaridae Grandjean, 1954
          - Ctenacaridae Grandjean, 1954
          - Palaeacaridae Grandjean, 1932

    - infra-ordre des Parhyposomata Balogh & Mahunka, 1979
      -         - super-famille des Parhypochthonioidea Grandjean, 1932
          - Elliptochthoniidae Norton, 1975
          - Gehypochthoniidae Strenzke, 1963
          - Parhypochthoniidae Grandjean, 1932
- ordre des Trombidiformes
  - sous-ordre des Prostigmata
    - infra-ordre des Anystina
      -         - super-famille des Adamystoidea
          - Adamystidae

        - super-famille des Allotanaupodoidea
          - Allotanaupodidae

        - super-famille des Amphotrombioidea
          - Amphotrombiidae

        - super-famille des Anystoidea
          - Anystidae
          - Chulacaridae
          - Pseudocheylidae
          - Teneriffiidae

        - super-famille des Arrenuroidea
          - Acalyptonotidae
          - Amoenacaridae
          - Arenohydracaridae
          - Arrenuridae
          - Athienemanniidae
          - Bogatiidae
          - Chappuisididae
          - Gretacaridae
          - Harpagopalpidae
          - Hungarohydracaridae
          - Kantacaridae
          - Krendowskiidae
          - Laversiidae
          - Mideidae
          - Mideopsidae
          - Momoniidae
          - Neoacaridae
          - Nipponacaridae
          - Nudomideopsidae
          - Uchidastygacaridae

        - super-famille des Caeculoidea
          - Caeculidae

        - super-famille des Calyptostomatoidea Oudemans, 1923
          - Calyptostomatidae Oudemans, 1923

        - super-famille des Chyzerioidea
          - Chyzeriidae

        - super-famille des Erythraeoidea Robineau-Desvoidy, 1828
          - Erythraeidae Robineau-Desvoidy, 1828
          - Smarididae Vitzthum, 1929

        - super-famille des Eylaoidea
          - Apheviderulicidae
          - Eylaidae
          - Limnocharidae
          - Piersigiidae

        - super-famille des Hydrachnoidea
          - Hydrachnidae

        - super-famille des Hydrovolzioidea
          - Acherontacaridae
          - Hydrovolziidae

        - super-famille des Hydryphantoidea
          - Ctenothyadidae
          - Hydrodromidae
          - Hydryphantidae
          - Malgasacaridae
          - Rhynchohydracaridae
          - Teratothyadidae
          - Thermacaridae
          - Zelandothyadidae

        - super-famille des Hygrobatoidea
          - Astacocrotonidae
          - Aturidae
          - Feltriidae
          - Ferradasiidae
          - Frontipodopsidae
          - Hygrobatidae
          - Lethaxonidae
          - Limnesiidae
          - Omartacaridae
          - Pionidae
          - Pontarachnidae
          - Unionicolidae
          - Wettinidae

        - super-famille des Lebertioidea
          - Acucapitidae
          - Anisitsiellidae Koenike, 1910
          - Bandakiopsidae
          - Lebertiidae Thor, 1900
          - Oxidae Viets, 1926
          - Rutripalpidae
          - Sperchontidae
          - Stygotoniidae
          - Teutoniidae Koenike, 1910
          - Torrenticolidae Thor, 1902

        - super-famille des Paratydeoidea
          - Paratydeidae
          - Stigmocheylidae

        - super-famille des Pomerantzioidea
          - Pomerantziidae

        - super-famille des Stygothrombioidea Thor, 1935
          - Stygothrombiidae Thor, 1935

        - super-famille des Tanaupodoidea
          - Tanaupodidae

        - super-famille des Trombiculoidea
          - Audyanidae
          - Johnstonianidae
          - Leeuwenhoekiidae Womersley, 1944
          - Neotrombidiidae
          - Trombellidae
          - Trombiculidae Ewing, 1929

        - super-famille des Trombidioidea
          - Achaemenothrombiidae
          - Microtrombidiidae
          - Neothrombiidae
          - Trombidiidae

        - super-famille des Yurebilloidea
          - Yurebillidae

    - infra-ordre des Eleutherengona
      -         - super-famille des Cheyletoidea Leach, 1815
          - Cheyletidae Leach, 1815
          - Demodecidae Nicolet, 1855
          - Harpirhynchidae Dubinin, 1957
          - Psorergatidae Dubinin, 1955
          - Syringophilidae Lavoipierre, 1953

        - super-famille des Cloacaroidea Camin, Moss, Oliver & Singer, 1967
          - Cloacaridae Camin, Moss, Oliver & Singer, 1967
          - Epimyodicidae Fain, Lukoschus & Rosmalen, 1982

        - super-famille des Dolichocyboidea
          - Crotalomorphidae
          - Dolichocybidae

        - super-famille des Heterocheyloidea
          - Heterocheylidae

        - super-famille des Myobioidea
          - Myobiidae

        - super-famille des Pterygosomatoidea
          - Pterygosomatidae

        - super-famille des Pyemotoidea
          - Acarophenacidae
          - Caraboacaridae
          - Pyemotidae
          - Resinacaridae

        - super-famille des Raphignathoidea
          - Barbutiidae
          - Caligonellidae
          - Camerobiidae
          - Cryptognathidae
          - Dasythyreidae
          - Eupalopsellidae
          - Homocaligidae
          - Mecognathidae
          - Raphignathidae
          - Stigmaeidae
          - Xenocaligonellididae

        - super-famille des Scutacaroidea Oudemans, 1916
          - Microdispidae Cross, 1965
          - Neopygmephoridae Cross, 1965
          - Pygmephoridae Cross, 1965
          - Scutacaridae Oudemans, 1916

        - super-famille des Tarsocheyloidea
          - Tarsocheylidae Berlese, 1904

        - super-famille des Tarsonemoidea
          - Podapolipidae
          - Tarsonemidae

        - super-famille des Tetranychoidea
          - Allochaetophoridae
          - Linotetranidae
          - Tenuipalpidae
          - Tetranychidae
          - Tuckerellidae

        - super-famille des Trochometridioidea
          - Athyreacaridae
          - Trochometridiidae

    - infra-ordre des Eupodina
      -         - super-famille des Bdelloidea
          - Bdellidae
          - Cunaxidae

        - super-famille des Eriophyoidea
          - Diptilomiopidae
          - Eriophyidae
          - Phytoptidae

        - super-famille des Eupodoidea
          - Cocceupodidae
          - Dendrochaetidae
          - Eriorhynchidae
          - Eupodidae
          - Pentapalpidae
          - Penthaleidae
          - Penthalodidae
          - Rhagidiidae
          - Strandtmanniidae

        - super-famille des Halacaroidea
          - Halacaridae
          - Pezidae

        - super-famille des Tydeoidea
          - Ereynetidae
          - Iolinidae
          - Triophtydeidae
          - Tydeidae

    - infra-ordre des Labidostommatina
      -         - super-famille des Labidostommatoidea
          - Labidostommatidae

  - sous-ordre des Sphaerolichida
    -       -         - super-famille des Lordalycoidea Grandjean, 1939
          - Lordalycidae Grandjean, 1939

        - super-famille des Sphaerolichoidea
          - Sphaerolichidae

super-ordre des Opilioacariformes
- ordre des Opilioacarida
  -     -       -         -           - Opilioacaridae With, 1902

super-ordre des Parasitiformes
- ordre des Holothyrida Thon, 1905
  -     -       -         -           - Allothyridae Van der Hammen, 1972
          - Holothyridae Thorell, 1882
          - Neothyridae Lehtinen, 1981
- ordre des Ixodida
  -     -       -         -           - Argasidae
          - Ixodidae
          - Nuttalliellidae
- ordre des Mesostigmata
  - sous-ordre des Monogynaspida
    - infra-ordre des Gamasina
      -         - super-famille des Arctacaroidea
          - Arctacaridae

        - super-famille des Ascoidea
          - Ameroseiidae
          - Antennochelidae
          - Ascidae
          - Melicharidae

        - super-famille des Dermanyssoidea
          - Dasyponyssidae Fonseca, 1940
          - Dermanyssidae Kolenati, 1859
          - Entonyssidae Ewing, 1923
          - Haemogamasidae
          - Halarachnidae Oudemans, 1906
          - Hystrichonyssidae Keegan, Yunker & Baker, 1960
          - Iphiopsididae
          - Ixodorhynchidae
          - Laelapidae
          - Larvamimidae
          - Macronyssidae Oudemans, 1936
          - Manitherionyssidae Radovsky & Yunker, 1971
          - Omentolaelapidae
          - Raillietiidae Vitzthum, 1943
          - Rhinonyssidae Trouessart, 1895
          - Spelaeorhynchidae Oudemans, 1902
          - Spinturnicidae Oudemans, 1902
          - Varroidae Delfinado & Baker, 1974

        - super-famille des Epicrioidea
          - Epicriidae

        - super-famille des Eviphidoidea
          - Eviphididae
          - Leptolaelapidae
          - Macrochelidae
          - Pachylaelapidae Berlese, 1913
          - Parholaspididae

        - super-famille des Heatherelloidea
          - Heatherellidae

        - super-famille des Parasitoidea
          - Parasitidae

        - super-famille des Phytoseioidea
          - Blattisociidae Garman, 1948
          - Otopheidomenidae
          - Phytoseiidae
          - Podocinidae

        - super-famille des Rhodacaroidea
          - Digamasellidae
          - Halolaelapidae
          - Laelaptonyssidae
          - Ologamasidae
          - Rhodacaridae
          - Teranyssidae

        - super-famille des Veigaioidea
          - Veigaiidae

        - super-famille des Zerconoidea
          - Coprozerconidae
          - Zerconidae

    - infra-ordre des Uropodina
      -         - super-famille des Diarthrophalloidea
          - Diarthrophallidae

        - super-famille des Microgynioidea
          - Microgyniidae
          - Nothogynidae

        - super-famille des Thinozerconoidea
          - Protodinychidae
          - Thinozerconidae

        - super-famille des Uropodoidea
          - Baloghjkaszabiidae
          - Brasiluropodidae
          - Cillibidae
          - Clausiadinychidae
          - Cyllibulidae
          - Deraiophoridae
          - Dinychidae
          - Discourellidae
          - Eutrachytidae
          - Hutufeideriidae
          - Kaszabjbaloghiidae
          - Macrodinychidae
          - Metagynuridae
          - Nenteriidae
          - Oplitidae
          - Phymatodiscidae
          - Polyaspididae
          - Prodinychidae
          - Rotundabaloghiidae
          - Tetrasejaspidae
          - Trachytidae
          - Trachyuropodidae
          - Trematuridae
          - Trichocyllibidae
          - Trichouropodellidae
          - Trigonuropodidae
          - Uroactiniidae
          - Urodiaspididae
          - Urodinychidae
          - Uropodidae

  - sous-ordre des Sejida
    -       -         - super-famille des Heterozerconoidea
          - Discozerconidae
          - Heterozerconidae

        - super-famille des Sejoidea
          - Ichthyostomatogasteridae
          - Reginacharlottiidae
          - Sejidae
          - Uropodellidae

  - sous-ordre des Trigynaspida
    - infra-ordre des Antennophorina
      -         - super-famille des Aenictequoidea
          - Aenictequidae
          - Euphysalozerconidae
          - Messoracaridae
          - Ptochacaridae

        - super-famille des Antennophoroidea
          - Antennophoridae

        - super-famille des Celaenopsoidea
          - Celaenopsidae
          - Costacaridae
          - Diplogyniidae
          - Euzerconidae
          - Megacelaenopsidae
          - Neotenogyniidae
          - Schizogyniidae
          - Triplogyniidae

        - super-famille des Fedrizzioidea
          - Fedrizziidae
          - Klinckowstroemiidae

        - super-famille des Megisthanoidea
          - Hoplomegistidae
          - Megisthanidae

        - super-famille des Paramegistoidea
          - Paramegistidae

        - super-famille des Parantennuloidea
          - Parantennulidae
          - Philodanidae
          - Promegistidae

    - infra-ordre des Cercomegistina
      -         - super-famille des Cercomegistoidea
          - Asternoseiidae
          - Cercomegistidae
          - Davacaridae
          - Pyrosejidae
          - Saltiseiidae
          - Seiodidae
          - Vitzthumegistidae